# Église de la Translation-des-Reliques-de-Saint-Nicolas de Gložane
Pour les articles homonymes, voir Église de la Translation-des-Reliques-de-Saint-Nicolas.
L'église de la Translation-des-Reliques-de-Saint-Nicolas de Gložane (en serbe cyrillique : Црква Преноса моштију светог Николаја у Гложану ; en serbe latin : Crkva Prenosa moštiju svetog Nikolaja u Gložanu) est une église orthodoxe serbe située à Gložane, dans la municipalité de Svilajnac et dans le district de Pomoravlje en Serbie. Elle est inscrite sur la liste des monuments culturels protégés de la république de Serbie (identifiant no SK 144).
L'église est également connue comme la « vieille église ».

## Présentation
La « vieille église », construite dans les années 1820, est dédiée à la Translation des reliques de saint Nicolas.
Par son architecture, elle rappelle les églises en bois mais les murs ont été construits selon le principe des colombages. Elle est précédée par un porche-galerie soutenu par quatre piliers décoratifs en chêne. Le toit à quatre pans est recouvert de tuiles.
En plus de son porche, l'église est constituée d'un narthex, d'une nef et de la zone de l'autel. La décoration est constituée de motifs floraux ou géométriques, notamment au niveau du porche et de l'iconostase. Cette iconostase conserve des icônes remontant à la construction de l'édifice dues à une peintre peu connu du nom de Kostadin.